# Triumph Herald
La Herald è un'autovettura di piccole dimensioni prodotta dalla Triumph Motor Company tra il 1959 ed il 1971.

## Contesto
A metà degli anni cinquanta il gruppo Standard-Triumph era alle prese con la progettazione di un'erede per la piccola (e sfortunata) Standard Eight. 
Dati i piani del gruppo di abbandonare il marchio Standard e concentrarsi su quello Triumph, il progetto venne definito in base alla tradizione di quest'ultimo. La nuova utilitaria doveva essere tradizionale, elegante, ben rifinita e affidabile. Nessuna raffinatezza tecnica dunque, ma telaio separato dalla carrozzeria (una caratteristica già obsoleta), 4 freni a tamburo, trazione posteriore e motore 4 cilindri in linea con albero a camme laterale, proveniente dalla Standard Eight. Le uniche concessioni al moderno riguardavano  il cambio, a 4 marce sincronizzate (eccetto la 1°), lo sterzo (a cremagliera) e la sospensione posteriore a ruote indipendenti.

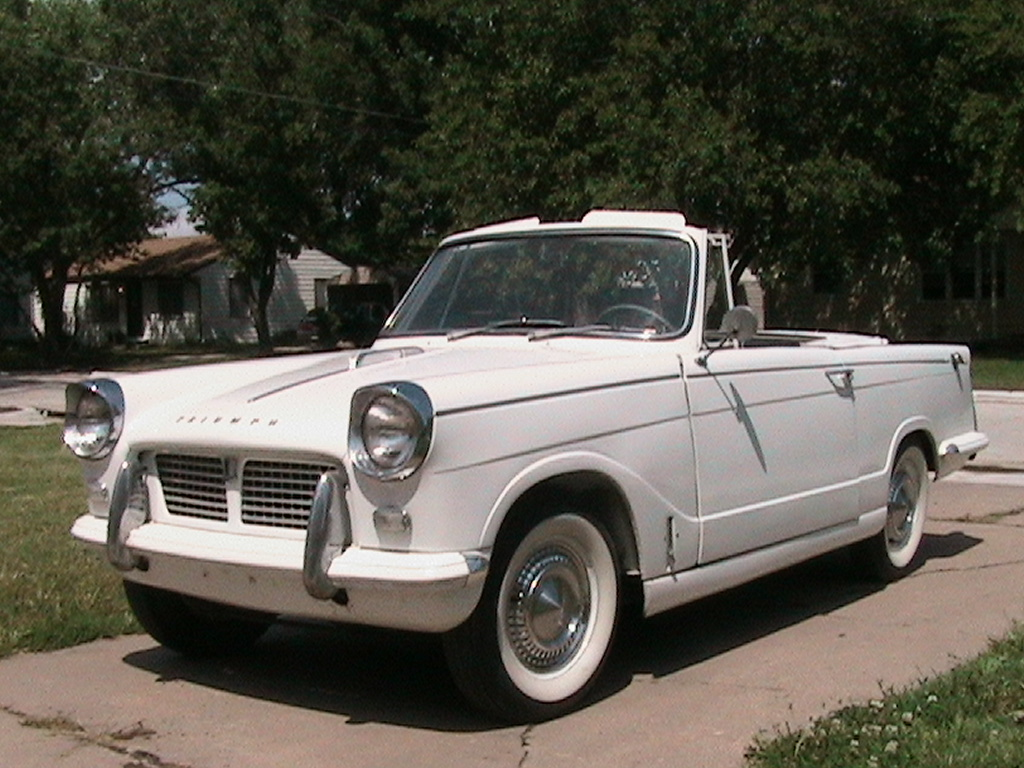
La Herald "Convertible"

La Triumph Herald berlina del 1960/61

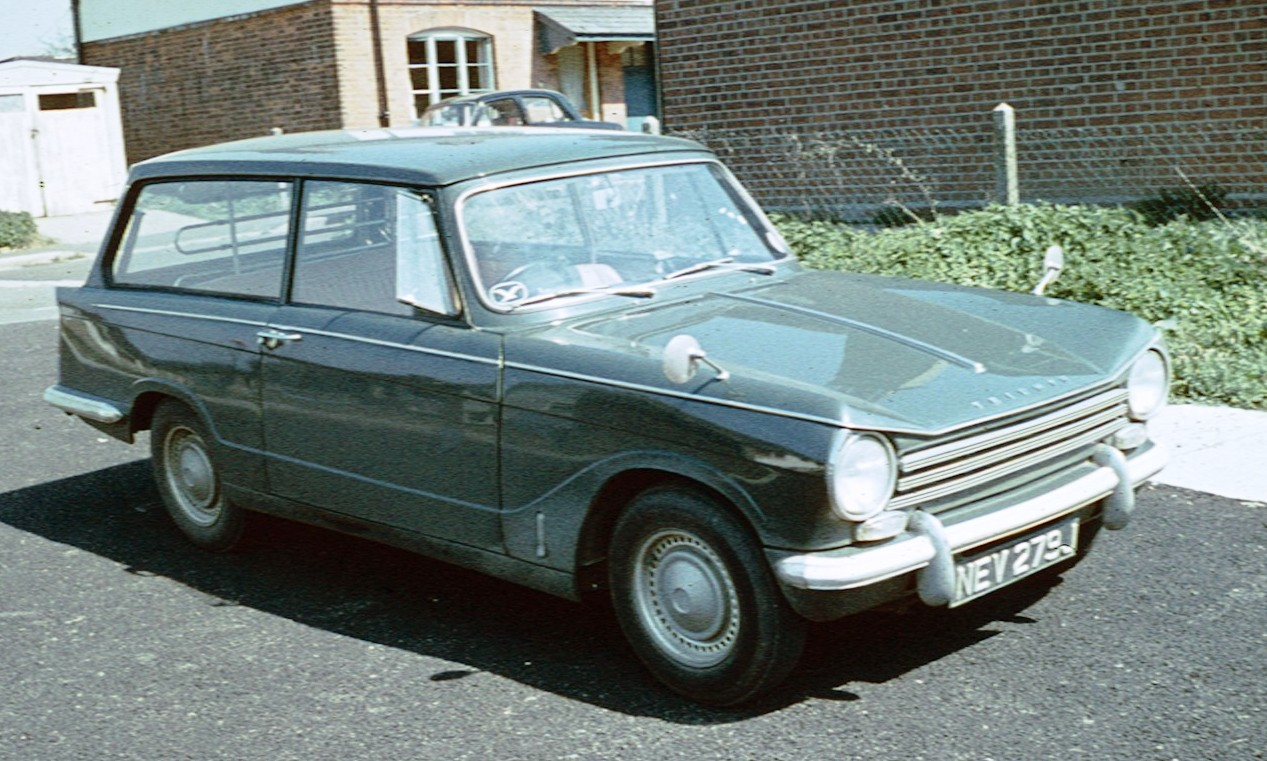
La Triumph Herald 13/60 break del 1970

La linea a 3 volumi e 2 porte, opera di Giovanni Michelotti era bella ed elegante, mentre molto curate erano le finiture e le dotazioni.
Per quanto riguarda l'estetica della Herald, la sua concezione si deve a Harry Webster, alto dirigente del Gruppo Standard-Triumph, che tornando dalle ferie a Sorrento, passò da Michelotti a Torino, per vedere se aveva apportato le correzioni richieste al prototipo Zobo messo a punto dall'équipe tecnica capeggiata da Arthur Ballard. Lasciata la famiglia ad attendere in auto, Webster salì nello studio di Michelotti, che ancora non aveva iniziato a lavorare sul progetto, e ne uscì dopo 9 ore con la versione definitiva della Herald (peraltro totalmente nuova rispetto alla Zobo).
A deludere le aspettative, al momento del lancio (1959), furono solo le prestazioni. Il vecchio 4 cilindri a carburatore di 948 cm³ disponeva soltanto di 39 cv e non brillava nemmeno per elasticità.
La carenza venne resa ancora più evidente dall'introduzione, nel 1960, delle varianti coupé (una berlina con padiglione ridisegnato e abbassato) e Convertible, che avrebbero richiesto un motore più sportivo.
La casa automobilistica pose rimedio a questo punto debole nel 1961, quando la cilindrata crebbe, per tutte le versioni, a 1147 cm³ e la potenza toccò i 48 CV. Contemporaneamente la vettura beneficiò di una serie di affinamenti (plancia rivestita in legno, profili gommati sui paraurti anteriori, nuovi sedili, possibilità di montare a richiesta freni anteriori a disco) 
Lo stesso anno le versioni berlina, coupé e convertibile vennero affiancate dalla Estate, dotata di portellone posteriore apribile in 2 parti con ribaltina.
Nel 1963 la versione coupé venne tolta dal listino, mentre la berlina e la convertibile vennero rese disponibili anche nell'allestimento sportivo 12/50, con motore potenziato a 51 CV e freni anteriori a disco di serie. Nel 1964 anche la Estate poteva essere ordinata in versione 12/50.
Tra il 1962 e il 1964  ne venne resa disponibile anche una versione van, di cui si presume ne siano stati prodotti circa 4.600 esemplari.
Nel 1967 la Herald 12/50 venne ristilizzata, sia all'esterno, dove adottò il frontale (cofano e mascherina) della Vitesse (ma con fari singoli), che all'interno (nuova plancia, sempre rivestita in legno, e diversi sedili).
Le 12/50 lasciarono il posto alle 13/60, con motore maggiorato a 1296 cm³ (61 CV), mentre anche le 1200 standard da 48 CV adottarono di serie i freni anteriori a disco.
La produzione cessò nel 1971.

## Dati di produzione
Le fonti non sono sempre concordi in merito al numero di esemplari costruiti, si può presumere una produzione di:
- Herald 948 saloon: 1959-1961, 76.860
- 948 convertible: 1960-1961, 8.262
- Herald coupe: 1959-1961, 15.153
- Herald 1200: 1961-1970, 289.575
  - saloon: 201.142
  - coupe: 5.319
  - convertible: 43.295
  - estate: 39.819
  - van: circa 5.000
- 12/50: 1963-1967, 53.267
- 13/60: 1967-1971, 82.650